# Gregory Ashworth

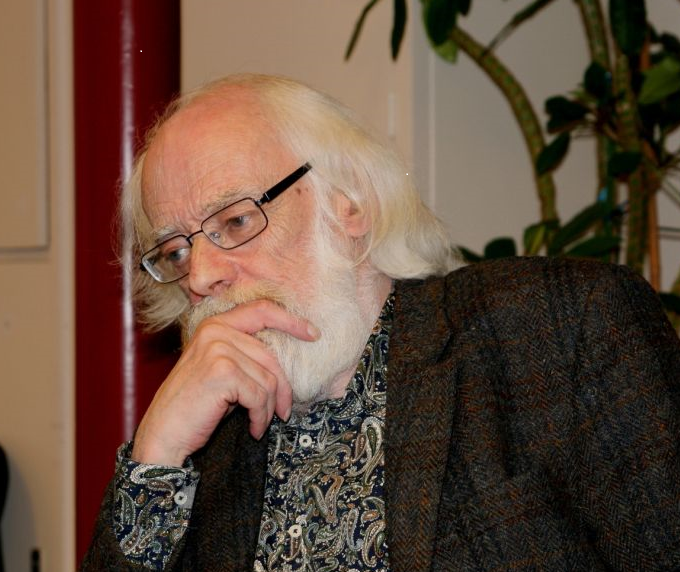
Gregory Ashworth, 2016

Gregory John Ehud Ashworth (Glasgow, 17 mei 1941 - Groningen, 6 november 2016) was sociaal geograaf en bijzonder hoogleraar erfgoedplanning en stedelijk toerisme aan de Rijksuniversiteit Groningen.

## Biografie
Gregory Ashworth begon zijn studie in de sociale geografie in Cambridge en voltooide zijn studies aan de universiteit van Reading en de Universiteit van Londen. Na het behalen van zijn Ph.D. in 1974 doceerde hij enige tijd in Cardiff en Portsmouth. In 1979 kreeg hij een aanstelling als wetenschappelijk medewerker bij de Faculteit Ruimtelijke Wetenschappen van de Rijksuniversiteit Groningen als opvolger van Jan Buursink. Zijn belangrijkste taak was het verzorgen van onderwijs en het doen van onderzoek op het gebied van de stadsgeografie. In 1984 maakt hij de overstap naar de vakgroep planologie van Henk Voogd en met hem ontwikkelde hij het vakgebied van de ‘place marketing’. In 1994 werd Ashworth bijzonder hoogleraar in de planologie in het bijzonder erfgoedbeheer en stedelijk toerisme. In 2006 ging hij met emeritaat, maar dat betekende niet dat er een eind kwam aan zijn wetenschappelijke activiteiten. Hij bleef publiceren en was internationaal actief (onder andere in Polen en op Malta). In oktober 2016 presenteerde hij zijn laatste voordracht in Brighton op het symposium ‘The Future of Heritage’. Enkele weken later overleed hij in zijn woonplaats Groningen.
Ashworth was Officier in de Orde van Oranje-Nassau. Van de Universiteit van Brighton ontving hij een eredoctoraat.

## Wetenschappelijk werk
Ashworth heeft een groot aantal publicaties op zijn naam staan. Hij publiceerde 20 boeken, 100 hoofdstukken in boeken en 200 artikelen en papers . 
In zijn in 1981 met Burtenshaw en Bateman gepubliceerde boek ‘The City in Western Europe’ was Ashworth verantwoordelijk voor de hoofdstukken over stedelijke recreatie, toerisme, transport en wat toen nog conserveringsplanning heette. Het bracht hem tot het inzicht dat thema’s als de toeristisch-recreatieve stad en de geconserveerde historische stad sterk met elkaar verweven waren . Tussen 1980 en 1990 werkte hij met Theo de Haan aan een ontwikkelingsmodel van de toeristisch-historische stad o.a. door verkenningen van de bruikbaarheid van het model in de stad Norwich. Met Turnbridge werkte hij zijn ideeën uit in het boek ‘The Tourist-Historic City’ (1990). Het model was bedoeld om te begrijpen hoe het toerisme zich in een historische stad ontwikkelde te midden van een veelheid aan andere functies. Op die manier kon een bijdrage worden geleverd aan de planning en het beheer van binnensteden. Nadat het model op verschillende plaatsen was toegepast, bleek dat de toeristisch-historische stad ook een bron van tegenstellingen was geworden. Tegenstellingen tussen het unieke van de lokale situatie en de globaal werkende toerisme-industrie of de tegengestelde belangen van de lokale bewoners versus die van de elders komende bezoekers.
Parallel met het onderzoek naar de toeristisch-historische stad verkende Ashworth met Henk Voogd de mogelijkheden van ‘plaats marketing’. Toeristische bestemmingen zoals historische plaatsen konden als unieke producten worden gezien. De vraag was dan of plaatsen verkocht konden worden zoals andere goederen en diensten . Ze wezen op een aantal problemen zoals de verwevenheid van de publieke en private sector (het reisbureau verkoopt een bestemming als een mix van verblijfsaccommodatie en publieke attracties) of het probleem van de kosten (vaak publiek) en de baten (vaak privaat).
In 1992 gebruikte Ashworth voor het eerst het begrip erfgoed in zijn publicaties. Voor die tijd was conservering meer voor de hand liggend. Erfgoedplanning was voor hem het hedendaags gebruik van overblijfselen (materieel en immaterieel) uit het  verleden voor toekomstig ruimtelijk beleid . Tussen 1990 en 2010 richtte het onderzoek van Ashworth zich vooral op de tegengestelde belangen bij het erfgoedtoerisme. Een van de problemen was het verschijnsel van het ‘dissonante erfgoed’: .. ‘de geschiedenis die pijn doet’ of de geschiedenis die op de een of andere manier ‘fout’ was en daarom tot interpretatieproblemen aanleiding gaf’ . Met Turnbridge werkte hij dit concept uit in het boek ‘Dissonant Heritage’ : “All heritage is someone’s heritage and therefore logically not someone else’s: the original meaning of an inheritance (from which ’heritage’ derives) implies the existence of disinheritance and by extension any creation of heritage from the past disinherits someone completely or partially, actively or potentially” . 

## Publicaties, een selectie
- Marketing in the Tourism Industry, Beckenham, 1988 (edited with B. Goodall)
- Marketing Tourism Places, London, 1990 (edited with B. Goodall)
- The Touristic-Historic City, London, 1990 (met J. Turnbridge)
- Building a New Heritage. Tourism, Culture and Identity in the New Europe, London, 1994 (edited with P.J. Larkham)
- Selling the city: Marketing Approaches in public sector urban planning, CAB, 1990 (met H. Voogd)
- War and the City, London 1991
- Heritage planning: conservation as the management of change, Geopers, Groningen, 1991
- De Pijl des tijds in het ruimtelijk doel. Erfgoedplanning voor een actueel gebruik van het verleden, Inaugurele rede, Rijksuniversiteit Groningen, 1994
- Tourism and Spatial transformations; implications for policy and planning, Wallingford, 1995 (edited with A.G.J. Dietvorst)
- Dissonant Heritage: The Management of the Past as a Resource in Conflict, Belhaven, 1996 (met J.E. Turnbridge
- Whose Touristic-Historic City? Localizing the Global and Globalizing the Local, in: Alan A. Lew, C. Michael Hall and M. Williams (eds), A Companion to Tourism, Wiley and sons, 2008, pp. 210-221
- Urban Tourism research: Recent progress and current paradoxes, Tourism Management, (32) 2011, pp. 1-15 (met Stephen J. Page)
- A Geography of Heritage. Power, Culture and Economy, London 2016 (met Brian Graham en John Turnbridge)
- Senses of places: Senses of time, London, 2017 (edited with Brian Graham)